# Intervenciós radiológia
Az intervenciós radiológia az orvostudományon belül a radiológia (képalkotó diagnosztikai és terápiás szakterület) egy speciális ága. Az intervenciós radiológus valós idejű orvosi képalkotó vezérlés-ellenőrzése mellett végzi terápiás célú tevékenységét minimálisan invazív módon. Mára számos kórállapot kezelése esetén létjogosultságot nyertek az intervenciós radiológiai (a továbbiakban gyakran csak: intervenciós) beavatkozások, így napjainkban a medicina már külön számon tart érpályán belüli (vascularis) intervenciókat, a daganatok ellátására szolgáló oncointervenciókat vagy épp az idegrendszer betegségeit gyógyító neurointervenciókat (és természetesen ezeket kivitelező specialistákat). A kategóriák pontos határai sokszor nem is húzhatók meg egyértelműen, de az előbbi fogalmak létrejötte már önmagában jelzi, hogy a radiológia a XXI. századra bőven kinőtte klasszikus kereteit, és a hatékony gyógyítás megvalósításához - a hagyományos, szöveges leletek kiállításán túl - számos esetben még megfoghatóbb, közvetlenebb módon is hozzá tud tenni a korszerű klinikai munka, a különböző orvosi szakterületek együttműködése során.

## Fogalom és történelem
A radiológia a XX. században - a fizika és az informatika fejlődésével párhuzamosan - az orvostudomány egyik alapvető részterületévé vált. Az orvosi képalkotás - miközben újabb és újabb vizsgálati módszerekkel, ún. modalitásokkal bővült - az idő előrehaladtával egyre pontosabb diagnosztikus információt szolgáltatott a klinikusok számára a konkrét személy szervezetének alaki (morphológiai) és működési (funkcionális) állapotával kapcsolatban. A radiológiai vizsgálatok kezdetben az esetek nagy részében a páciens számára kíméletes, non-invazív (nem-invazív) módon történtek. Abszolút non-invazívnak minősül egy vizsgálat, ha az ahhoz szükséges energiaforrás és detektor egyaránt a testen kívül marad, nem szükséges a test épségének, a bőrnek a megsértése. (Ilyen például egy standard hasi ultrahang vizsgálat.) Ha az esetlegesen szükséges kontrasztanyagot eleve létező, “biológiai nyíláson” juttatja be az orvos a szervezetbe (pl. nyelés/ivás/légzés során), az szintén non-invazív vizsgálat. A fejlődés következő állomása az volt, amikor felfedezték, hogy a közvetlenül, szúrás útján az érrendszerbe juttatott kontrasztanyag jelentős többletinformációt jelent egyes klinikai kérdések megbízható megválaszolásában. Az érrendszeri kontrasztanyagot ilyenkor injekció (vagy modern verzióban: gépi vezérlésű injektor) útján, a bőrt megszúrva adják be az érpályába. Ezt a fajta vizsgálatot (pl. egy, intravénás kontrasztanyag bejuttatásával járó CT vizsgálatot) a szakma relatív non-invazívnak minősíti (annak ellenére, hogy a test integritása sérül), mivel a vizsgálati terhelés mértéke csekély.
Adta magát a gondolat, hogy ha az orvos képes lenne egy - akár fizikális vizsgálat során felfedezett, akár non-invazív képalkotó vizsgálattal észlelt, kérdéses biológiai minőségű - elváltozásból mintát venni, akkor az így nyert minta kórtani elemzése során újabb, igen értékes (sejt-szöveti szintű) információra lehetne szert tenni, ezzel is nagymértékben segítve a még pontosabb diagnosztikát. A felmerült technikai kihívás itt a kérdéses eltérés - természetesen elhelyezkedéstől függő - megközelítése, mintavételre alkalmas eszközzel történő pontos elérése volt. Ez a szándék, illetve az érrendszeren belüli (már nem feltétlenül csak felületes ér megszúrását megkövetelő, katéterrel kivitelezett) nagyobb vizsgálatok igénye eredményezte az invazív vizsgálatok csoportját. Az orvosi közmegegyezés szerint invazívnak minősül egy vizsgálat, ha diagnosztikus vagy terápiás céllal, a mindennapokban elterjedt perifériás vénakanülnél nagyobb eszköz (pl. mintavételi tű vagy katéter) kerül bevezetésre a testbe, akár a bőr alatti szöveteken, szerveken áthatolóan.
Meghatározó fordulatot jelentett a radiológiában, mikor a XX. század második felében rájöttek az orvosok, hogy több, eredetileg vizsgálómódszerként alkalmazott eljárás - némi módosítással - alkalmassá tehető kezelésre (terápiára) is. Így született meg az intervenciós radiológia, ahol a cél már az orvostudomány közvetlen célja: maga a gyógyítás.
Mint a fentiekből látható, az intervenciós radiológia és az invazív radiológia fogalmak rokon, de nem azonos tartalmúak. Megállapítható, hogy az ebbe a tárgykörbe tartozó fogalmak határai (különösen a köznyelvben) nem mindig kristálytiszták, illetve (részben időbeli újdonságuk okán) folyamatosan alakulnak.
Az intervenciós radiológia atyjának dr. Charles Theodore Dotter (1920-1985) amerikai orvost szokás tekinteni, aki 1964. január 16-án Oregon államban (USA) végrehajtotta az első percutan transluminalis angioplasticat (PTA). Dotter történelmi jelentőségű beavatkozásával sikeresen kezelte egy 82 éves hölgy páciens felületes combverőerének (arteria femoralis superficialis) elzáródását. A katéter eltávolítása után a beteg lábán újra tapinthatóvá vált a pulzus, így elkerülte a sebész által eredetileg javasolt amputációt. A terápiás beavatkozást követő ellenőrző (kontroll) érfestéses vizsgálattal (angiographia) ábrázolták, hogy az elzáródás valóban megszűnt, a keringés helyreállt a kérdéses végtagon. A páciens meggyógyult, újra járóképessé vált, fájdalmai megszűntek, és az ércsatorna (az ún. lumen) hosszú távon is átjárható maradt. Dotter és munkatársa, dr. Melvin P. Judkins 1964 novemberében a Circulation folyóiratban tanulmányt publikált az új technika kapcsán szerzett kezdeti tapasztalataikról, illetve további konkrét eseteket is leírtak, melyekben sikerrel alkalmazták azt.
Andreas Roland Grüntzig (1939-1985) német kardiológus-radiológus kifejlesztette a ballonkatétert (felfújható ballon), melynek segítségével 1977-ben végrehajtotta a szív koszorúerein az első PTA-t. Julio C. Palmaz (1947-) argentin radiológus-kardiológus megalkotta az első öntáguló stent-et (hálós szerkezetű eszköz, mely az érfal kitámasztása révén biztosítja az ér nyitva tartását). 1987-ben megtörtént az első stentbehelyezés a csípőverőérbe, illetve ugyanebben az évben szívkoszorúéren is sikerrel alkalmazták a technikát.
Magyarországon az érrendszeren belüli (ún. endovascularis) terápia úttörői Szlávy László (1937-2004) és Hüttl Kálmán (1955-2019) voltak. A Városmajori Szív- és Érgyógyászati Klinika radiológiai részlegén 1983-ban kezdte meg működését a DSA készülék. (Nemcsak Magyarországon először, hanem számos nagy hírű, európai egyetemet megelőzve.)

## Beavatkozások

### Abláció
A különféle ablációs technikák közös célja a specifikus szöveti roncsolás. Alkalmazása több kórkép esetében is indokolt lehet. Az intervenciós radiológia területén belül alapvetően daganatos eltérések (jó- és rosszindulatú egyaránt) kezelésére használatos az eljárás. Az alkalmazott fizikai mechanizmus szerint megkülönböztetünk termikus, kémiai/vegyi vagy elektromos ablációt. Termikus abláció esetében egy bizonyos, körülhatárolt szöveti térfogat hőmérsékletének drasztikus megváltoztatásával (nagyfokú fűtésével vagy hűtésével) érhető el a roncsoló hatás. A magas hőmérsékletet előállító technikák közé sorolható a rádiófrekvenciás abláció (radiofrequency ablation, RFA) és a mikrohullámú abláció (microwave ablation, MWA). Ezek az eljárások a kezelni kívánt térfogat dehidrációját, illetve az abban található fehérjék kicsapását, denaturációját (így a roncsolni kívánt szövet biológiai életképességének elvesztését) okozzák egy meghatározott sugarú térfogaton belül. A krioabláció során fagyasztás segítségével történik a kezelés. Ebben az esetben a sejten belül képződő jégkristályok mintegy kiszúrják/-pukkasztják a sejthártyát (hiszen a jég térfogata nagyobb a folyékony vízénél), így vezet a kritikus szövet elpusztításához. A beavatkozás során több, fagyasztásból-olvasztásból álló ciklus követi egymást.
A különféle ablációk közös tulajdonsága, hogy a roncsolni kívánt szövetbe (illetve annak közelébe) ablációs tű(ke)t vezetnek. Az alkalmazandó tűk száma és térbeli elhelyezkedése függ a daganat elhelyezkedésétől, méretétől, alakjától és természetesen a potenciálisan közelben található fontos anatómiai képletektől (pl. nagyobb erek, idegek; megelőzendő ezek nem kívánt károsodását). A vezérlés gyakran UH, időnként CT segítségével történik. Az ablációk jellemzően bőrön keresztüli (percutan) szúrással történnek, de lehetőség van műtét közbeni (intraoperatív) alkalmazásukra is.

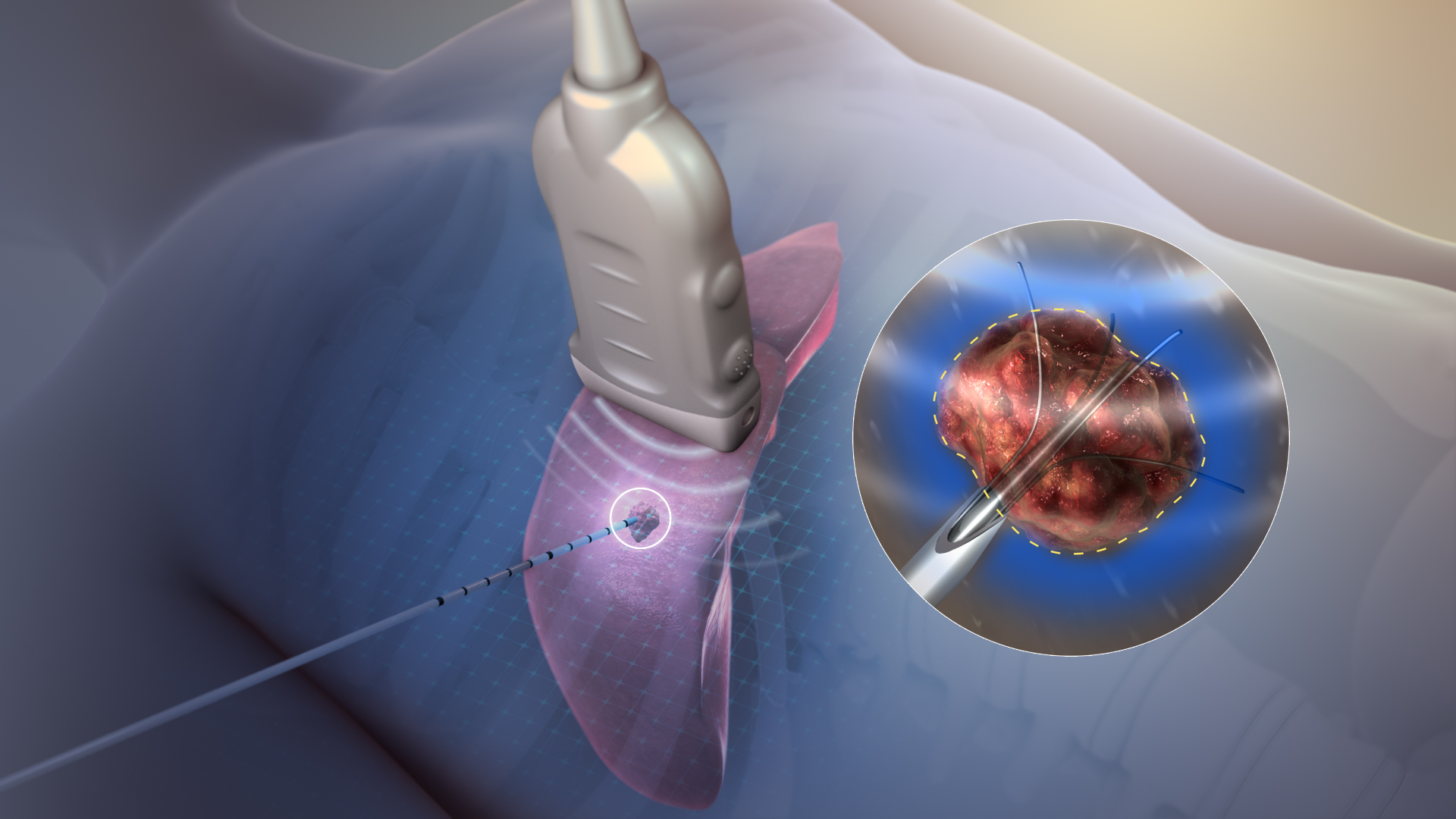
UH vezérelt rádiófrekvenciás abláció (RFA) alkalmazása májdaganaton

Abláció segítségével számos szervrendszer betegségei gyógyíthatók. Így - a teljesség igénye nélkül - egyaránt használható pl. jóindulatú pajzsmirigygöbök, rosszindulatú tüdő tumorok, rosszindulatú máj tumorok és áttétek, illetve vese tumorok esetében. Az intervenciós radiológián kívül a szívgyógyászat eszköztárában is szerepel az abláció, mint terápiás módszer. A kardiológiai kórképek közül bizonyos ritmuszavarok kezelhetők vele igen eredményesen.

### Angioplastica és stentelés
A beavatkozás leggyakoribb célja a véráramlás javítása a beszűkült vagy elzáródott erek éren belüli (endovascularis) tágítása által. Cél lehet még az érfal rendellenességéből származó kockázat csökkentése (pl. rupturával fenyegető aneurysma kirekesztése stent-graft által vagy magas stroke rizikójú nyaki verőér meszesedés stentelése). A beavatkozást bőrön keresztül (percutan), katéteres technikával végzik. (Innen származik a módszer szakirodalomban használatos elnevezése: percutan transluminalis angioplastica, PTA). A PTA kezdetben a hagyományos, nyitott sebészi műtétre nem alkalmas betegek kezelését tette lehetővé, ma már páciensek jelentős csoportjának ajánlható első beavatkozásként. Az angioplastica és a stentelés az esetek 90-95%-ában eredményes.

#### Lehetséges indikációk

##### Perifériás érbetegség
A perifériás artériás betegség (peripheral artery disease, PAD) az erek szűkülete következtében kialakuló betegség. Leggyakrabban az alsó végtag verőereinek meszes szűkületét jelenti, melynek következtében a lábba a szükségesnél kevesebb, a szövetek számára a tápanyagokat szállító vér jut. A betegség kezdeti fázisában pár száz méter gyaloglás után jön elő a fájdalom, később már nyugalomban is panaszos az érintett végtag, végül előrehaladott stádiumban fekély/üszkösödés megjelenéséhez vezet a kórfolyamat. Az érszűkület - időben történő életmódváltás/kezelés hiányában - az alsó végtag elvesztését, amputációját eredményezheti.

##### Aorta aneurysma

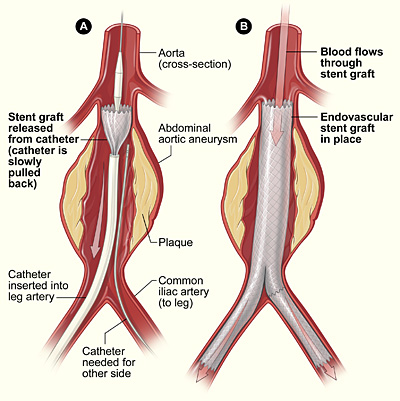
Hasi aorta aneurysma endovascularis kezelése (EVAR)

Az aneurysma egy olyan, döntően a verőereken jelentkező tágulat, mely az ér normális átmérőjét 50%-kal meghaladja. Az aorta a test legnagyobb verőere. Ha egy aneurysma az aorta hasi szakaszán helyezkedik el, akkor hasi aneurysmáról (abdominalis aorta aneurysma, AAA) lehet beszélni. Az eltérés veszélye elsősorban abban áll, hogyha az érfal egyszer megreped (rupturál), a nagy mennyiségű hirtelen vérveszteség miatt 80-90%-os valószínűséggel azonnali halálhoz vezet. Az aneurysma akár éveken keresztül tünetmentesen nőhet, ezért hívják “csendes gyilkosnak”. A tágulat mértékének (az átmérőnek) a növekedésével az érfal feszülése nő, így a repedése egyre nagyobb eséllyel következik be. Ezért rendkívül fontos a felismert aneurysmák rendszeres időközönkénti, érsebészeti, illetve képalkotóval végzett követése (kontrollja), hogy az esetleges méretbeli változást időben észrevegyék az orvosok, és fel tudják kínálni a tervezett (elektív) műtét lehetőségét az érintett páciensnek. A hasi aorta aneurysma műtéti kezelése lehetséges hagyományos, nyitott műtéttel vagy endovascularis úton, fedett stent graft beültetésével (endovascular aneurysm repair, EVAR). Az utóbbi egy minimálisan invazív eljárás, amelynek során a combverőéren (arteria femoralis) keresztül stent graftot (mesterséges eret) ültet be az intervenciót végző orvos a meggyengült és kiboltosuló szakaszt áthidalva, lefedve. A stent graft megerősíti a kritikus részt, felfogja az érfalra nehezedő nyomást, így megelőző jelleggel segít elejét venni a fatális repedésnek.
Hasonló értágulat természetesen a szervezeten belül más érszakaszon is kialakulhat, amelynél az éren belüli, katéteres kezelés gyakran szintén lehetséges opció.

##### Carotis stentelés
A carotis stentelés (carotid artery stenting, CAS) célja a stroke (szélütés) megelőzése olyan betegeknél, akiknél nagyfokú, stroke-ra kockázatos érelmeszesedés (atherosclerosis) áll fenn. Potenciálisan stroke-ot okozó meszes plakkok képződhetnek a nyaki ütőereken, a közös fejverőéren (arteria carotis communis), illetve az ebből eredő belső fejverőéren (arteria carotis interna) is. (Ez utóbbi adja az agyalapi artériás gyűrűn - az ún. Willis-körön - keresztül az agy vérellátásának döntő részét.)
Nyaki érelmeszesedés gyanúja esetén az elsőként választandó képalkotó módszer az ultrahang (carotis Doppler UH, carotid Doppler scan, CDS). Ultrahanggal non-invazív módon mérhető az érben futó véráram sebessége, így indirekt módon következtetni lehet belőle az esetleges szűkület nagyságára. (Amennyiben szűkebb keresztmetszeten kell áthaladnia a vérnek, az áramlás szükségszerűen felgyorsul.) A CT angiographia (CTA) az UH vizsgálatnál objektívebb radiológiai vizsgálómódszer, mely jelenleg a legpontosabb képet adja egy esetleges intervenció (vagy műtét) előtt. Nagy előnye, hogy segítségével a nyaki-koponyai erek az aorta ívtől egészen a koponyaűri tájékig precízen értékelhetők.

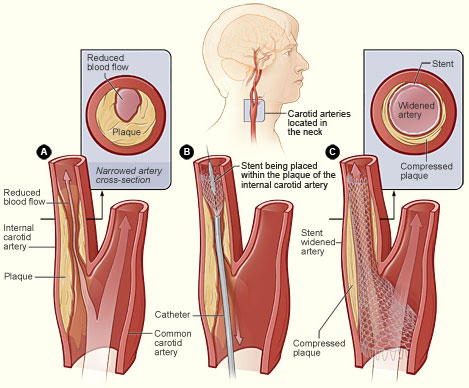
Carotis stentelés folyamata A) plakk-lerakódás és következményesen csökkent véráramlás a belső fejverőérben; B) stent felvitele katéterrel a megfelelő pozícióba; C) a behelyezett stent az érfalhoz préseli a plakkot, így a kitágított artériában helyreáll a véráramlás

Amennyiben a képalkotó vizsgálatok nagyfokú szűkületet (orvosi nyelven: significans stenosist) igazolnak, a stroke megelőzésére terápia javasolt. Ez állhat nyitott műtétből, érrendszeren belüli intervenciós beavatkozásból (ide tartozik a carotis stentelés) vagy gyógyszeres kezelésből. A carotis stentelés lényege a kritikus plakk(rendszer) stenttel történő deformálása-lefedése, hogy a plakkból történő, esetleges későbbi embolizáció valószínűsége csökkenjen. Elsősorban olyan esetekben jár egyértelmű előnnyel a hagyományos műtéthez képest, amikor a nyitott feltárás jelentős kockázattal járna (pl. általános állapotuk miatt magas műtéti rizikójú betegek, korábban besugárzott nyak).

##### Vénás intervenciók
Mint az előző példákból is látható, az esetek döntő többségében valamilyen, verőeret (artériát) érintő kórkép terápiájára használatos az angioplastica és a stentelés, de már végeznek intervenciókat a visszerekben is, pl. krónikus mélyvénás trombózisban szenvedők életminőségének javítása céljából, speciális vénás stentek segítségével. Ugyancsak szóba jön a stent beültetés a központi vénás rendszer - leggyakrabban tüdőtumor általi - összenyomása következtében kialakuló jellegzetes tünetegyüttes, a vena cava superior szindróma (VCSS) esetében is. Ebben az esetben a felső végtagok és a fej/mellkas vénás elfolyásának akadályozottsága szüntethető meg az eljárással.

#### Az angioplastica és stentelés technikája
Ballonos angioplastica során az érpályán belül, katéteren keresztül ballont (kis, felfújható “lufit”) juttat az intervenciós radiológus a megfelelő pozícióba, amelyet aztán folyadékkal feltöltve a ballon megrepeszti a plakkot, kitágítja a kritikusan szűkült érszakaszt.

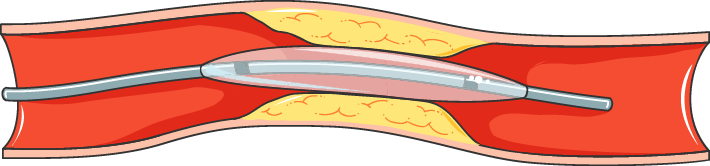
Ballonos angioplastica

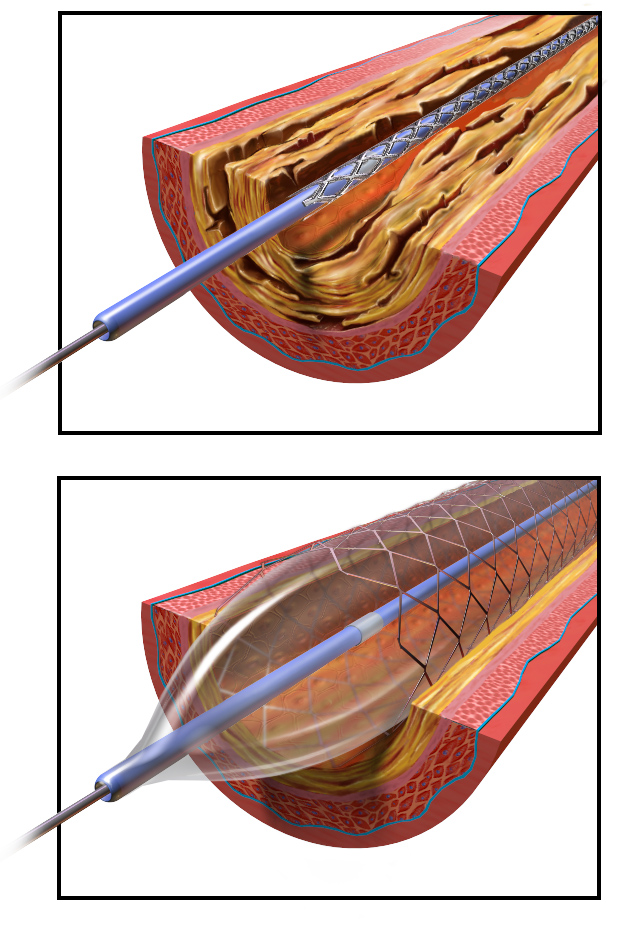
Ballonos tágítás stent behelyezéssel kombinálva

Pusztán a ballonos tágítás meszes szűkületben önmagában gyakran elégtelen megoldás, illetve az “elasticus recoil” fizikai jelenség miatt is felmerült az igény egy olyan módszerre, mely segíti a tágított érszakasz hosszútávú nyitva tartását. Ez lett a stent, egy - jellemzően fémből készült - cső alakú drótháló.

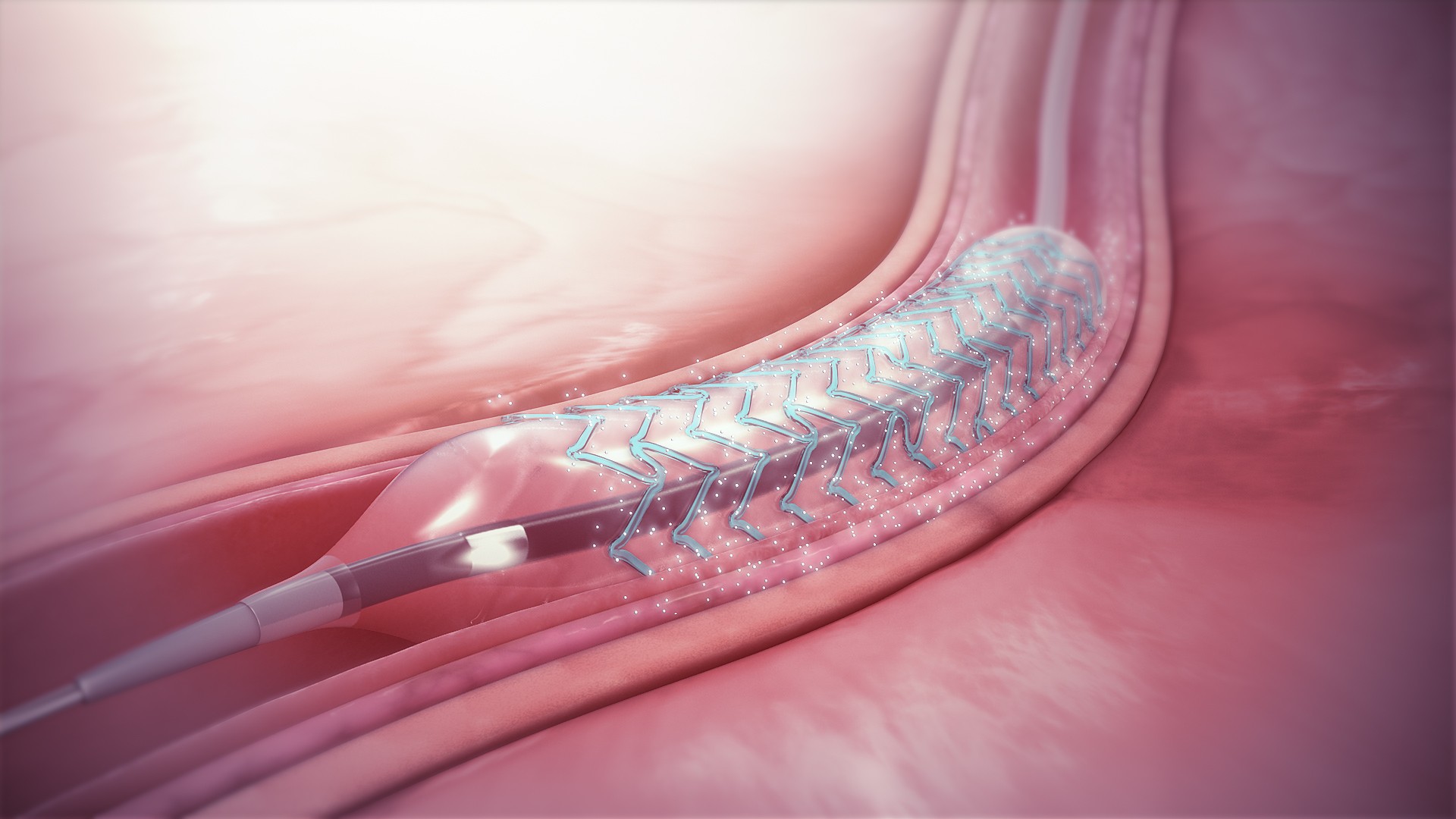
Gyógyszerkibocsátó stent (DES)

Gyakran lehetett tapasztalni a fenti, értágító beavatkozások után, hogy idővel az ér ismét elkezdett visszaszűkülni (ún. restenosis lép fel). A fejlődés következő lépcsőfoka az volt, mikor olyan, gyógyszerkibocsátó eszközt sikerült kifejleszteni, ami az érfalban lévő, tágítás után jellemzően fellépő sejtosztódást képes volt gátolni. Az ilyen, speciális eszköz használatánál citosztatikus, ún. antiproliferatív gyógyszer kerül az érfalba, ami gátolja a neointima képződést. Ezt hívjuk gyógyszerkibocsátó ballonnak/stentnek (drug eluting balloon (DEB) / stent (DES)).

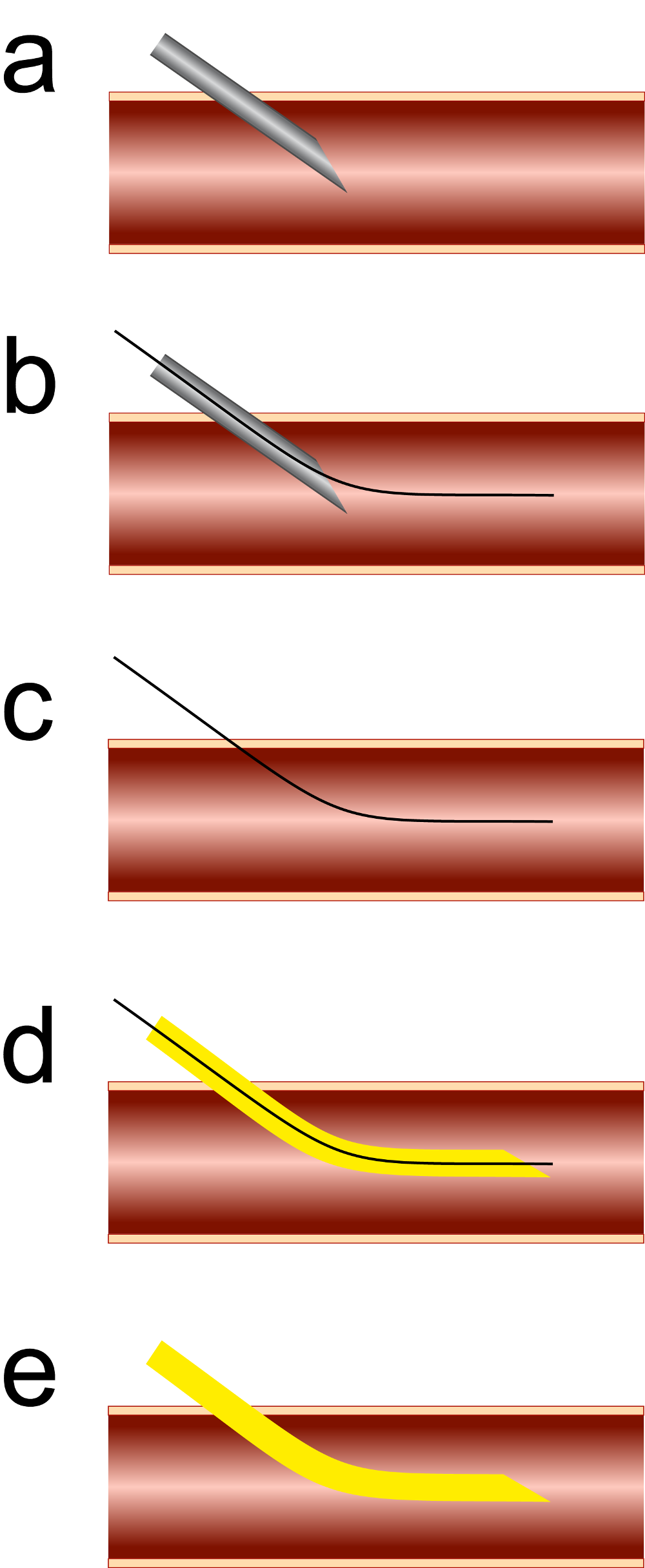
A Seldinger technika lépései

Az érpályába való bejutáshoz rutinszerűen alkalmazott módszer az ún. Seldinger technika. Helyi érzéstelenítés utáni tűszúrást követően drót kerül bevezetésre, majd a tűt visszahúzva a drótot mint vezető szálat lehet használni különböző csőszerű eszközök bevezetésére (pl. bevezető hüvely, diagnosztikus vagy terápiás katéter). A technika előnye, hogy mindössze egy szúrási pontot igényel.
A beavatkozás során a navigációhoz az orvos DSA (digitális szubtrakciós angiográfia) vezérlést használ, mely kifejezetten az erek valós idejű megjelenítésére kifejlesztett, röntgensugárzást és intravascularis kontrasztanyagot használó képalkotó eljárás.

### Centrális vénás port beültetés

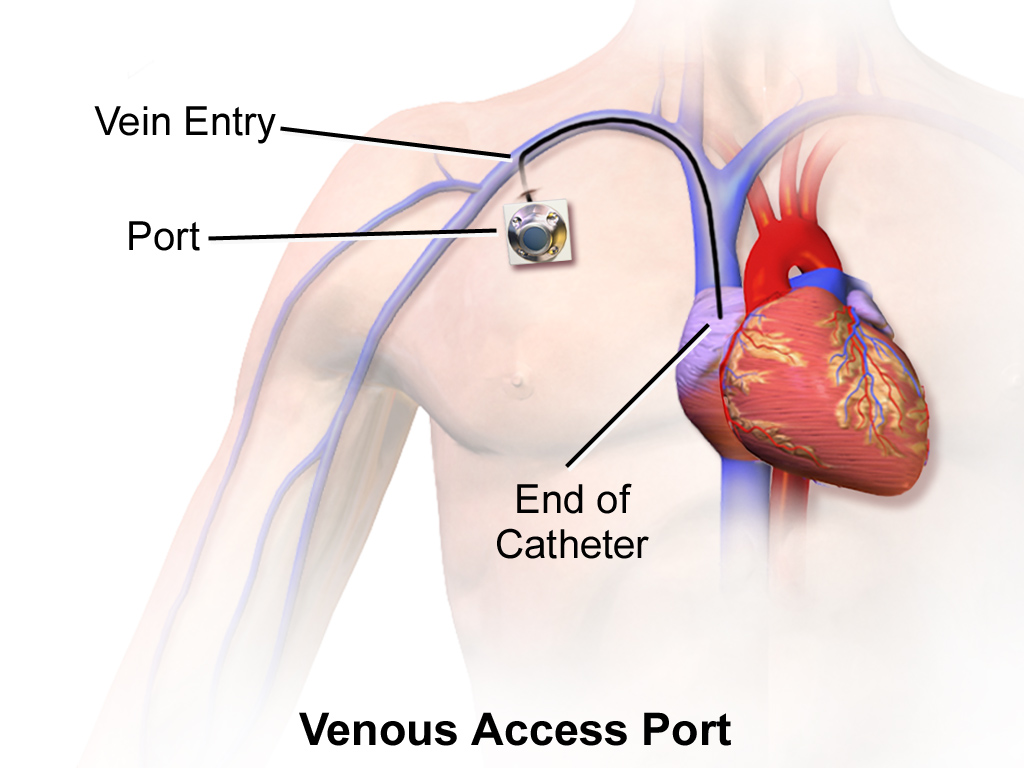
Centralis vénás port a mellkasfalon

A centrális vénás port (vagy más néven port-a-cath) a mellkasfal alá beültetett kis kamra. Alkalmazása olyan esetekben hasznos leginkább orvosilag, amikor egy adott páciens esetében hosszabb távon szükséges relatív nagy frekvenciával megfelelő vénás hozzáférés. Ilyen lehet pl. a rendszeres vérvétel, hosszútávú gyógyszeres kezelés, rendszeres kontrasztanyag adása (pl. CT vizsgálatokhoz) vagy intravénás táplálás. Használatával elkerülhető, hogy minden egyes ilyen alkalommal külön szúrásra kerüljön sor, így segíti a vénák károsodásának megelőzését, illetve nagyban javíthatja a komfortérzetet. Jellemző alkalmazási területe az onkológia, ahol a rendszeres kemoterápiás kezeléseket tudja komfortosabbá tenni.

### Drainálás
A testen belül több helyen kialakulhat folyadékgyülem, amelynek számos oka lehet. A tályog a testen belül található, kóros, fertőzött folyadékgyülem, amelyet a szervezet fallal vesz körül (letokolja), hogy megakadályozza terjedését. A rendellenes folyadékgyülem kezelhető nyitott sebészi feltárással (műtéttel) vagy lebocsátható (drainálható) bőrön keresztüli (percutan) drainázzsal. Ez utóbbi lényege, hogy egy csövet (ún. draint) vezetnek a  folyadékgyülembe, melyen keresztül az akár teljes egészében lebocsátható. Az így nyert folyadék kórtani vizsgálatra továbbküldhető, ami tovább pontosíthatja a diagnózist. A drainálás a sebészeten belül rutinszerűen alkalmazott eljárás. Amennyiben a kóros folyadékgyülem a testen belül mélyebben - jellemzően a hasüregben-kismedencében - és/vagy valamilyen fontos szervben (vagy annak közelében) helyezkedik el, a draincső útjának pontos, valós idejű vezérlését biztosíthatja valamilyen képalkotó eljárás (leggyakrabban ultrahang vagy CT).

### Embolizáció
Az embolizáció az intervenciós radiológia szótárán belül erek szándékos, katéteren keresztüli elzárását jelenti terápiás céllal. A transzarteriális embolizáció (transarterial embolisation, TAE) összes különböző altípusának közös jellemzője egy adott ütőérszakasz (vagy tágabban értelmezve: egy ütőérhálózati egység) elzárása, ily módon a véráram következményes csökkentése, akár megszüntetése egy konkrét helyen. A módszer a vérzéscsillapítástól kezdve a tumorok kezelésén át az érrendszeri eltérések kezeléséig klinikailag igen sokféle esetben hasznos lehet.
Az embolizáció módot ad - gyakorlatilag a szervezet bármely részében előforduló - vérzés érpályán belüli ellátására. A vérzés felléphet akár egy traumás esemény kapcsán (pl. a lép megrepedésénél) vagy származhat a tápcsatornát körbevevő erek sérüléséből adódóan is. (Ez utóbbiak az ún. gastrointestinalis vérzések.) A cél ezekben az esetekben a vérvesztés mennyiségének minimalizálása, a vérzés megállítása.
További érvényes célkitűzés lehet embolizációs eljárás alkalmazására egy adott, körülhatárolt szöveti eltérés növekedésének célzott megállítása, visszafordítása. A TAE hatásmechanizmusának lényege ezekben az esetekben, hogy ha a daganatot ellátó kis ereket elzárják, az gátolja a tumorszövet tápanyaghoz való jutását, miközben a daganatos sejtekben hypoxiát idéz elő. A lehetséges indikációra jellemző, szövettanilag jóindulatú példa a női méhben kialakuló mióma vagy a férfiaknál előforduló jóindulatú prosztata megnagyobbodás (benignus prostata hyperplasia, BPH). Az embolizáció, mint technika lehetőséget ad szövettanilag rosszindulatú (a köznyelv által “ráknak” hívott) eltérések kezelésére is. Ide tartoznak igen gyakran a májban lévő tumorok (elsődleges vagy áttétes egyaránt), illetve a potenciálisan más szervben (pl. vesében) lévő daganatok is.
A klasszikus (kémiai ágens nélküli) embolizációs eljárás megfelelő indikáció esetén kiegészíthető kemoterápiás gyógyszer célzott beadásával. A transzarteriális kemoembolizáció (transarterial chemoembolization, TACE) a daganatot nem pusztán vérellátásának csökkentése útján pusztítja, hanem e faktort kombinálja a kemoterápiás szer hatásával, még eredményesebbé téve a terápiát. A TACE előnye, hogy a kemoterápiás szer így igen nagy koncentrációt tud elérni a tumorhoz futó erekben, mindemellett a szervezet egyéb pontjain relatív kis mennyiségben lesz jelen. (Ebből adódóan az egész szervezetet érintő, ún. szisztémás mellékhatások enyhébbek lehetnek egy klasszikus kemoterápiás kezeléshez képest.) Az eljárás jellemző felhasználási területe a májban lévő elsődleges tumorok, illetve áttétek. TACE segítségével a daganat növekedése lassítható, megállítható, alkalmazásával bizonyos betegek a transzplantációs listára kerülhetnek, illetve rajta maradhatnak. A TACE-val kezelt paciensek kb. 70%-ánál várható javulás a beavatkozástól. A kemoterápiás szer akár az embolizációs részecskék felületére is felvihető az eljárást megelőzően, ez a DEB-TACE (drug-eluting bead transarterial chemoembolization).
A TAE jó lehetőséget biztosít több, az idegrendszert vagy az idegrendszeri ereket érintő (ún. neuro-vascularis) kórkép hatékony kezelésére. Ilyen jellegű, neurorintervenciós területen végzett embolizáció az arteriovenosus fejlődési rendellenességek (malformatiok) vérzésének megelőzése vagy központi idegrendszeri tumorok embolizációja. (Ha műtét előtt végzik a beavatkozást, azzal jelentős vérveszteség előzhető meg, hiszen a sebészi metszések így már részben olyan területet érnek, ahol a véráramlás radikálisan csökkentve lett, vagy akár teljesen le lett állítva.)
Az intervenciós radiológus felületi érzéstelenítést követően (jellemzően végtagi behatolási kapun keresztül), DSA vezérlés mellett katétert vezet egészen az elzárni kívánt érig. Miután meggyőződött arról, hogy a megfelelő pozícióban van a katéter vége, a katéteren keresztül embolizáló anyagot juttat be, amely elzárja az eret. A lehetséges embolizáló anyagok spektruma igen széles, ide tartoznak többek között a mikrogyöngyök, a PVA (polyvinyl alcohol) szemcsék, a fém spirálok (ún. coilok).

### Idegentest eltávolítás
Az idegentest eltávolítás célja az idegentesteknek, ezeknek a testen kívülről származó, rendellenes helyzetű tárgyaknak a szervezetből történő kiemelése. A különféle orvosi eljárások, beavatkozások során használt eszközök (pl. drótok, stentek, coilok, katéterek) akaratlanul is elmozdulhatnak, kisebb darabokra törhetnek, megsérülhetnek, a vérárammal akár a test távolabbi pontjára sodródhatnak. Ezeknek a mesterséges anyagoknak a felületén előszeretettel telepednek meg különféle baktériumtörzsek, ami akár nem kívánt vérárami fertőzéshez, ún. szepsishez vezethet. Többféle intervenciós radiológiai eszköz is létezik, melyek sikerrel alkalmazhatók az idegentestek eltávolítására.

### Mintavétel (aspiráció, biopszia)

UH vezérelt pajzsmirigy aspiráció (FNAB)

A biopszia célja, hogy szövettani értékelésre alkalmas szövetdarabkához jussanak az orvosok. Ez a helyes diagnózis felállításához egy - gyakran mással nem helyettesíthető - lépés lehet. Jellemzően olyan esetben célszerű elvégezni, amikor a test egy részében fizikális vagy képalkotó vizsgálattal eltérést találnak, és ennek minősége kérdéses, biztos értékeléséhez (pl. hogy jó- vagy rosszindulatú-e, szövettanilag milyen csoportba tartozik stb.) hasznos támpontot adna a szövettani mintavétel. A patológiai eredmény az esetlegesen szükséges kezelés meghatározásához igen fontos szempontot nyújthat, azt nagymértékben pontosíthatja. Az invazív radiológia eszköztára sokszor lehetővé teszi, hogy a mintavétel bőrön keresztül (percutan) történjen, nagyobb sebészi metszés nélkül.

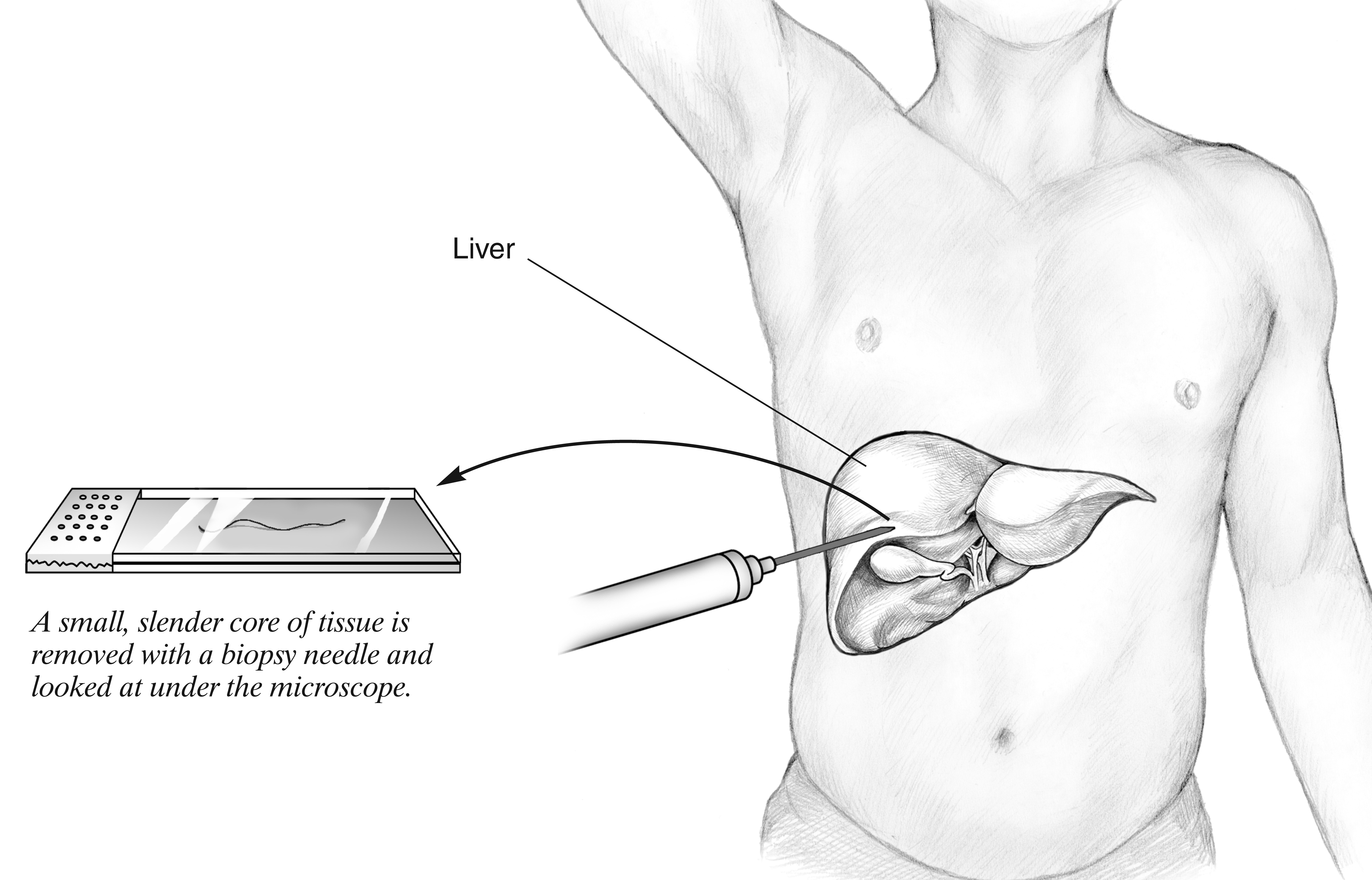
Biopsziás tűvel történő mintavétel a májból

A mintavétel vezérléséhez, a tű testen belüli megfelelő célzásához többféle valós idejű képalkotó eljárás használható. Ez igen gyakran ultrahang, de akár CT is lehet. A modern navigációs rendszerek akár többféle képalkotó technika (pl. egy előző vizsgálat képanyaga és az aktuális) egymásba/egymásra vetítését is lehetővé teszik. Ennek az ún. fúziós képalkotásnak az előnye, hogy a kérdéses eltérést többféle fizikai elven is megjeleníti, láthatóvá teszi (pl. egy kontrasztanyagos CT vagy PET-CT vizsgálattal látható képletet oda tud vetíteni a valós idejű UH képre), ezáltal még pontosabbá tudja tenni az elérni kívánt eltérés elhelyezkedésének ábrázolását.
Biopszia során jellemző célszerv lehet bármely tömör (ún. solid) szerv: a máj, a vesék, a tüdő vagy akár a csont. Ezekben az esetekben helyi érzéstelenítést követően, bőrön keresztüli szúrással történhet a mintavétel.

### Szelektív belső sugárterápia
A szelektív belső sugárterápia (selective internal radiation therapy, SIRT vagy más néven: radioembolizáció, transarterial radioembolisation, TARE) célja a daganatos szövet célzott pusztítása. A beavatkozást végző orvos a tumort ellátó érbe specialis, mikroszkopikus gyöngyök tízezreit juttatja be, melyek mindegyike apró sugárforrás is. A gyöngyökbe előzetesen radioaktív izotópot (leggyakrabban ittriumot (Y-90) vagy holmiumot (Ho-166)) juttatnak. Katéteres technikával lehetőség van ezeket a részecskéket pontosan célozni, így az általuk kibocsátott β-sugárzás legnagyobb része a neoplasticus sejteket pusztítja. Az előbbiekből következik tehát, hogy erezett tumorok terápiájára alkalmas. Az eljárást napjainkban leggyakrabban májban lévő daganatos szövet roncsolása céljából használják, legyen az elsődleges májrák (hepatocellularis carcinoma, HCC) vagy más szervben jelen lévő tumor okozta májáttét (metastasis). A normál májszövet vérellátását döntően a vénás rendszeren (konkrétan a májkapugyűjtőéren, a vena portae-n) keresztül kapja, míg a daganatos gócokhoz jellemzően ütőér típusú (az arteria hepatica ágrendszeréből származó) erek futnak. Mindezen tényezők együttesen ugyancsak növelik a beavatkozás szelektivitását.

### Thrombectomia
A beavatkozás célja egy vérrög (thrombus) érből történő eltávolítása, hogy következményesen helyreálljon a véráramlás az elzárt érszakaszban. Ez azért kulcskérdés, mert a vér szállítja az oxigént és az egyéb tápanyagokat az emberi testen belül, így ha valami elzárja a keringést helyileg (pl. egy vérrög), az automatikusan az adott ér ellátási területéhez tartozó szövetek károsodásával, egy idő után pedig visszafordíthatatlan pusztulásával jár. [A vérrögöt thrombusnak hívjuk, ha helyben, az adott érszakaszban keletkezett, és embolusnak nevezzük, ha az aktuális és a keletkezési helye eltérő, a kettő közötti utat pedig a véráram sodrása következtében tette meg a szervezetben. A thrombectomia a thrombus eltávolítást jelentő szakszó. A mindennapi orvosi nyelvezetben a thrombectomia jellemzően az ütőérhálózatban (artériás rendszerben) lévő, hirtelen keletkező vérrög eltávolítását jelenti, függetlenül a vérrög keletkezési helyétől.] A vérrög megszüntetése lehetséges katéteres (intervenciós radiológiai), sebészi és szisztémás úton is.
A katéteres úton kivitelezett mechanikus thrombectomia (MT) legjellemzőbb klinikai alkalmazási területe a szélütés (stroke) akut, vérhiányos (ún. ischaemias) típusa. Ez a kórkép az agyi ütőereknek a hirtelen kialakuló elzáródását jelenti, amely hirtelen jelentkező súlyos neurológiai tünetekkel, illetve időben történő felismerés és terápia hiányában tartós idegrendszeri károsodással vagy akár halállal jár. Klinikai gyanú esetén képalkotó vizsgálattal lehetséges igazolni az érelzáródás tényét, annak helyét, és a már károsodott, illetve még potenciálisan megmenthető agyállomány kiterjedését. Amennyiben ezekre a kérdésekre elég gyorsan (ún. időablakon belül) kielégítő választ kapnak a klinikusok, és a pácienst állapota alkalmassá teszi rá, megkísérelhető a vérrög katéteres eltávolítása, a mechanikus thrombectomia. Az éren belüli mechanikus thrombectomia megvalósítható thrombectomiás stent segítségével, amikor a vérrögön egy kis dróttal átjutva, helyileg specialis mikrostentet (kis fémhálót) nyitva, abba néhány perc elteltével mintegy belenyomódik a puha vérrög, így a stenttel együtt kihúzhatóvá válik a thrombus. További lehetséges opció az aspiráció, amikor az orvos egy kis csövet (katétert) vezet (természetesen szintén érpályán belül) a thrombus oldalához, majd ott vacuum segítségével kiszívja, a csőbe szippantja a vérrögöt. Ha a neurointervenciós szakember a véráramlást elzáró vérrögöt sikeresen eltávolítja, azzal megelőzhető a további agyállomány pusztulás, így a beteg várható életkilátása és életminősége jelentősen javul. Se a diagnosztika, se a terápia nem tűr halasztást stroke esetében, mivel az idegsejtek pusztulása az idő múlásával egyre kifejezettebb (hiszen az érintett agyi terület nem jut elegendő vérhez-oxigénhez). Ahogy az idevágó frappáns angol orvosi mondás tartja: “Time is brain.” (Az idő agy.)
Az agyi stroke terápián túl hatékony kezelési lehetőséget jelent a katéteres thrombectomia akut mesenterialis ischaemia (zsigeri érelzáródás, mely sürgős beavatkozás hiányában bélelhaláshoz vezet), tüdőembólia (tüdőartériák elzáródása vérrög következtében), illetve akut végtagi ischaemia (hirtelen kialakuló végtagi vérhiány) esetén is.

### Transzjugularis intrahepaticus portoszisztémás shunt

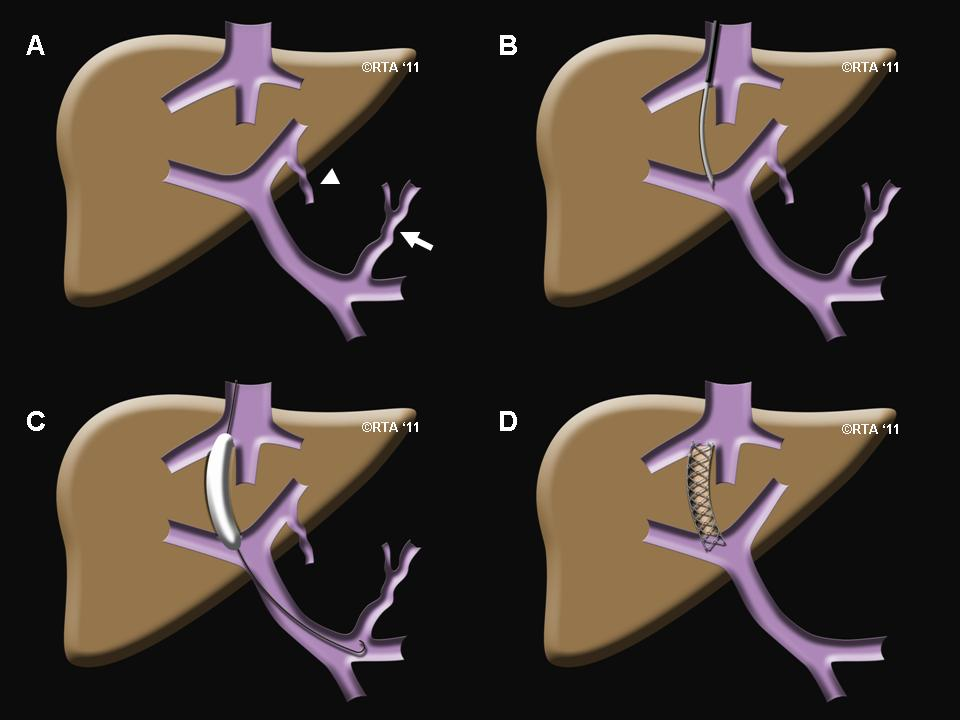
TIPS létrehozásának lépései A) A portalis hypertensio a vena gastrica sinistra (nyíl) és a vena umbilicalis (nyílhegy) tágulatához és fordított áramlásához vezet. Ez sérülékeny, gyomor és nyelőcső körüli visszértágulatokat (ún. varixokat) okoz, amelyek megrepedésük esetén vérzést okoznak. B) A vena jugularison keresztül tű kerül bevezetésre, és az egyik vena hepaticából a vena portae-ba jutnak. C) Az így kialakított, mesterséges összeköttetést ballonnal tágítják. D) Stent behelyezését követően a portalis nyomás csökken, ennek eredményeként az előtte elhelyezkedő vénák (pl. gyomor, nyelőcső, köldök körüli vénák) nyomásterhelése is csökken.

A transzjugularis intrahepaticus portoszisztémás shunt (TIPS) a portalis hypertensio kezelésére szolgáló beavatkozás. A portalis hypertensio a májkapugyűjtőérben (vena portae) lévő vérnyomás megnövekedésével járó kórállapotot jelöli. Leggyakoribb kiváltó oka az előrehaladott májbetegség, májzsugor (cirrhosis), mely a máj haemodinamikai ellenállását nagy mértékben fokozza. Ennek következtében a vér döntő része a májat elkerülő vénák (gyomor és nyelőcső körüli vénák) felé terelődik. A kórosan megemelkedett nyomás miatt ezek a vénák kitágulnak, faluk elvékonyodik, sérülékennyé válnak, ún. varixok (visszértágulatok) jönnek létre. Amennyiben egy ilyen varix megreped, életet veszélyeztető vérzést okozhat. A TIPS célja ennek megelőzése, a portalis rendszer tehermentesítése azáltal, hogy az intervenciós radiológus a májon belül (intrahepaticusan) mesterségesen közvetlen összeköttetést hoz létre a vena portae és az egyik vena hepatica között.

### Vena cava filter behelyezés

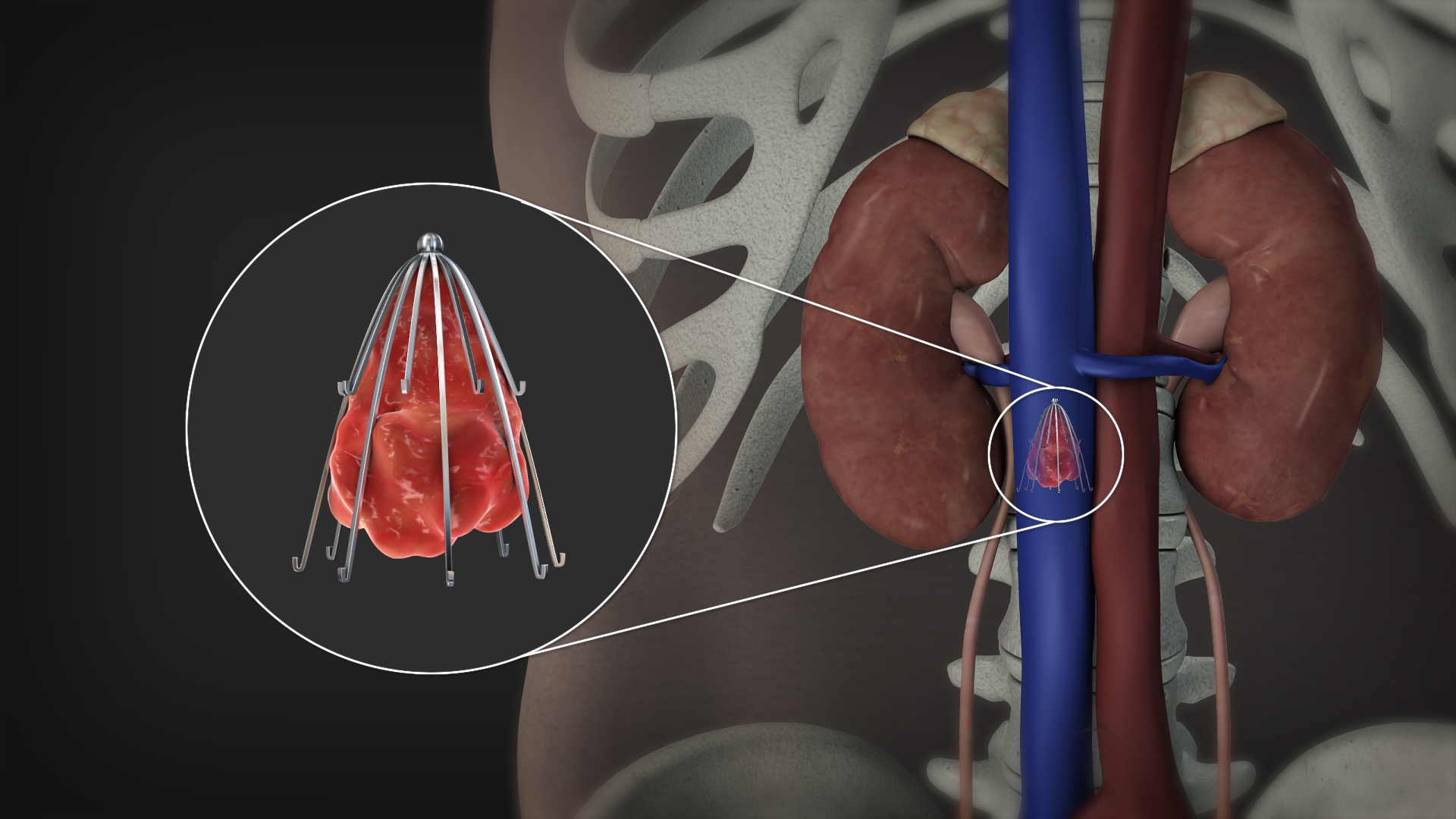
Filter a vena cava inferiorban

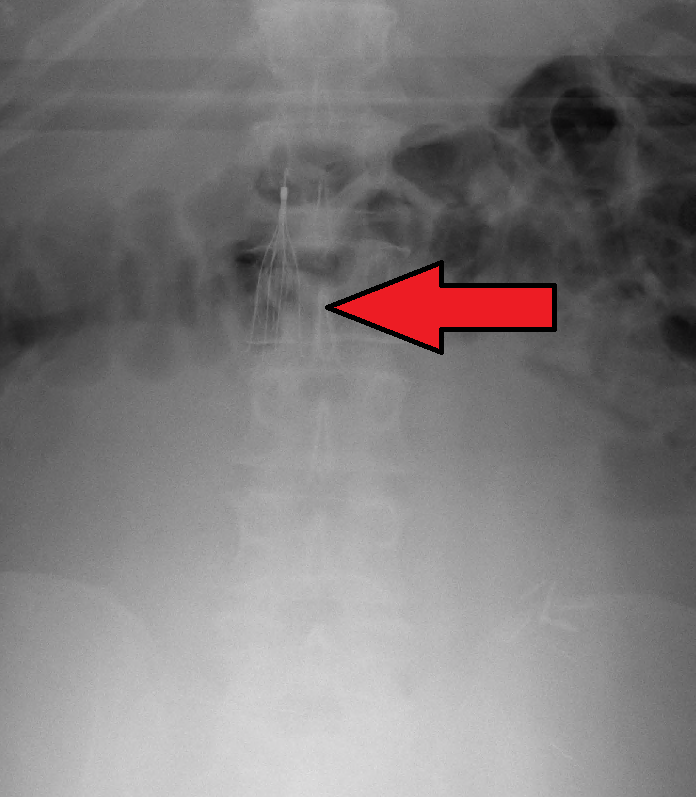
Vena cava filter képe röntgen felvételen

A vena cava filter egy mechanikai szűrő a test egy nagyobb gyűjtőerében - jellemzően a vena cava inferiorban -, amelynek célja, hogy felfogja az esetlegesen keletkező vérrögöket, amelyek a jobb szívfél felé sodródva akár életet veszélyeztető tüdőembóliát is okozhatnak. A filter típusosan fémből készül, többféle alakja is lehet, a leggyakoribb típusú egy esernyőre hasonlít. Az eszköz katéteres úton a megfelelő helyre juttatható.

### Vertebroplastica
A percutan vertebroplastica (PVP) a csigolyák statikai tulajdonságait javító minimal invazív beavatkozás. Az intervenció alkalmas a csigolya test összenyomásos (kompressziós) töréseinek kezelésére. Kompressziós törés kialakulhat csontritkulás (osteoporosis) talaján, de bármilyen olyan kórkép is ilyen töréshez vezethet, ami gyengíti a csontszerkezetet, pl. tumor vagy agresszív haemangioma. Az eljárás osteoporoticus töréseknél 85-90%-ban, daganatos esetekben 75-80%-ban eredményesen csökkenti a fájdalmat.
A kivitelezés során röntgen átvilágítás mellett bőrön keresztüli behatolásból a pediculusokon át csontbiopsziás tűn beadott ún. csontcementtel (polimetil-metakrilát, polimer) töltik fel az összeroppant csigolya testét. A beavatkozást követően pár óra ágynyugalom szükséges a cement megszilárdulásáig.

## Előnyök
Az intervenciós radiológiai beavatkozásoknak sok előnye lehet a páciensek számára. Kis sebzéssel járnak, ebből következően kisebb fájdalmat okoznak, és kisebb a fertőzésveszély, mint egy hagyományos, nyílt műtétnél. A kisebb sebzésnek köszönhető a gyorsabb sebgyógyulás és a rövidebb felépülési idő, hiszen a legtöbb intervenciót követően nincsenek nagy varratok, elegendő csupán a szúrási ponton nyomókötést alkalmazni a beavatkozást követő néhány órában. További előny, hogy a legtöbb intervenciónál elegendő a helyi érzéstelenítés, így a némileg gyakoribb szövődménnyel járó általános anesztézia (altatás) elkerülhető.
A konkrét páciens konkrét terápiás tervéről - az elérhető technikai lehetőségek függvényében - az adott betegségtípus kezelésében jártas, specialistákból álló orvosi csapat dönt. (Így pl. léteznek vascularis és oncoteamek, ahol több orvosi szakterület képviselői is jelen vannak, akik az adott személy adott helyzetéhez javasolhatnak orvosilag optimális terápiás tervet.) Ők tudják kiválasztani és felkínálni - részben a fentiek közül - azokat a módszereket, amelyek a beteg számára kedvező klinikai kimenetelt ígérnek.

## Képzés
Intervenciós radiológussá Magyarországon az általános orvosi szak (6 év graduális egyetem), utána a radiológia szakképzés (5 év), majd egy intervenciós radiológiai licensz képzés (2 év) elvégzése után válik egy orvos.